# Санкт-Альбан (Пфальц)
Санкт-Альбан (нем. Sankt Alban) — община в Германии, в земле Рейнланд-Пфальц.
Входит в состав района Доннерсберг. Подчиняется управлению Роккенхаузен. Население составляет 323 человека (на 31 декабря 2010 года). Занимает площадь 5,46 км².